# Rawtekk

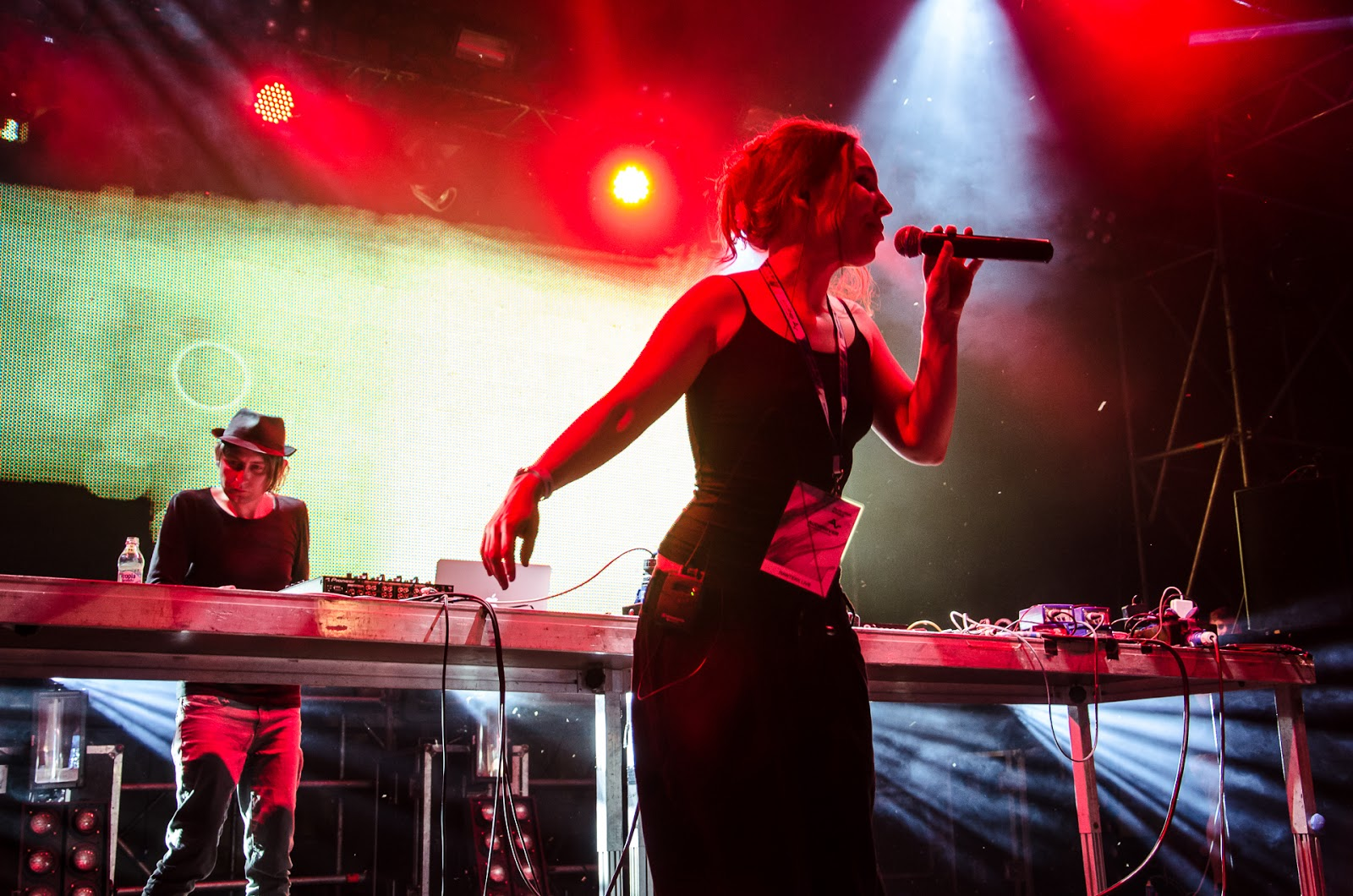
Rawtekk performen Live beim Audioriver Festival 2015

Rawtekk ist ein Produzenten-Duo aus Hamburg. Es komponiert Musik, die Elemente aus Drum and Bass, Neurofunk, Wave, IDM, Pop, und Dubstep vereint.
Auch bekannt als Stefan und Christine Westphal, machten sie 2011 aus Rawtekk ein gemeinsames Projekt und kombinierten Stefans Kenntnisse aus Electronica, Minimal Techno und Breakbeat mit Christines Fähigkeiten als Komponistin und Sängerin. Christine ist außerdem als Eisblume bekannt. Stefan produzierte frühere Techno- und Electronica-Projekte unter dem Namen Bolcher und Archaii. Darüber hinaus sind beide als Werbekomponisten aktiv und produzieren seit 2004 unter dem Namen Noise Design Musik und Soundlogos für die Werbeindustrie.

## Karriere
Ihre erste Veröffentlichung hatten Rawtekk mit ihrer Single Your Game im Jahr 2006. Außerdem haben Rawtekk unter anderem auf den Labels Med School, Subtitles, Division und Citrus Recordings veröffentlicht. Erste Bekanntheit erlangte das Duo 2011 durch die Veröffentlichung ihrer Single Snowflakes auf der „New Blood“-Compilation des Labels Med School. Auf dem gleichen Label folgte dann im Jahr 2013 mit Sprouted And Formed das erste LP-Release, von dem im Jahr 2014 unter dem Namen Sprouted And Reformed eine Remix-EP veröffentlicht wurde, die neben zwei neuen Versionen von Snowflakes Remixes von Phace, Mefjus und Billain enthält. Im Jahr 2016 erschien ihr zweites Album Here’s To Them auf Med School. Vier Songs dieses Albums wurden im Jahr 2018 von den Produzenten Disprove, Joe Ford, Woulg & Lbardsley und Audeka geremixt und von Med School als EP veröffentlicht.
Außerdem gewannen sie 2011 den Deutschen Werbepreis in der Kategorie Musik im Rahmen des Projekts Enkelschreck, bei dem sie zusammen mit Luise Lunow im Auftrag des AS&S Radios den Song Acid auf Rädern produzierten. Im Jahr 2013 wurde unter dem Namen Bitches Biscuit Club mit Dubstep Party eine ihrer Werbekompositionen für das Unternehmen KFZ-Teile 24 veröffentlicht, die auf Youtube über 5,5 Millionen Mal aufgerufen wurde.

## Diskografie

### Alben
- Sprouted And Formed (2013, Med School Music)[3]
- Here’s To Them (2016, Med School Music)
- Rawtekk Reloaded Pt. 1 (2016, MethLab Recordings)
- Rawtekk Reloaded Pt. 2 (2016, MethLab Recordings)

### EPs
- Sprouted And Reformed (2014, Med School Music)
- Here’s To Them (Remixes) (2018, Med School Music)

### Singles
- Your Game / Silent Rave / Inside (2006, Destination Recordings)
- Exhale / Roadrage (2007, Syndrome Audio), Exhale mit N.Phect, Roadrage von Psidream
- To Be A Boy / Hunter (2007, Citrus Recordings)
- Seduce / The Brood (2007, Disturbed Recordings)
- Stretch Pack / Life Goes On (2008, Subtitles), mit Phace, Life Goes On mit Eisblume
- Respond / Distaste (2008, Citrus Recordings)
- D.N.A. VIP / Disarm (2008, Disturbed Recordings)
- Soul Rocket Remix / Whiskey Flavoured Water (2009, Urban Pressure), Soul Rocket Remix mit Eisblume, Whiskey Flavoured Water von High Rankin & Temper D
- Snowfall / Repulsion (2010, Citrus Recordings), mit Mofi
- Rule Of Thumb / G Force (2011 / Syndrome Audio), G Force von Outsourced
- Rollercase / Transmission (2011, Disturbed Recordings), Transmission von Qo
- Vantage Point (2016, Med School Music)

### Veröffentlichungen auf Compilations
- Open Borders / Savage (2008, Citrus Recordings), Savage von Spinor
- Snowflakes (2011, New Blood 011, Med School Music)
- Photone Recruits (2013, Hospitality Summer Drum & Bass 2013, Hospital Records)
- Restless (Instrumental) (2016, Ten Years of Med School, Med School Music)
- Samurai (mit Audeka) (2016, MethLab Vol. 2, Bad Taste Recordings)
- Subway (2016, Revenant, MethLab Recordings)
- Solar Grace (mit Audeka) (2016, Monoleth, MethLab Recordings)

### Kollaborationen
- Necromancy (mit Audeka) (2016, Lost Souls LP, MethLab Recordings)

### Remixes
- Neosignal – Angst (Rawtekk Remix) (2013, Division Recordings)
- Mefjus – Change of Mind (mit Maksim) (2016, Critical Music)
- London Electricity – Telefunken Lizard Filter (Rawtekk Remix) (2016, Med School Music)

### EPs als Bolcher
- Arden EP (2005, Sub Static)
- Ikast EP (2007, Luxa Flex)
- Lyngs EP (2007, Shadow Fax)
- Bording EP (2007, Syndikaat Records)
- Volume 18 (2009, Shadow Fax)

### Singles als Archaii
- Take Your Prize (2007, Aspeak)
- Revert (2008, Aspeak)
- Lovers Forever (2008, Aspeak)

## Videos
- 2016 – Here’s To Them[4]
- 2016 – Restless[5]